# 圯桥进履
圯桥进履，古琴曲。取材自張良為圯上老人撿鞋而獲《太公兵法》的故事。最早收錄於明代的《風宣玄品》。

## 版本
收錄於《風宣玄品》、《西麓堂琴統》、《五音琴譜》、《重修真傳琴譜》、《琴書大全》、《五知齋琴譜》、《自遠堂琴譜》《蕉庵琴譜》、《天聞閣琴譜》、《枯木禪琴譜》等數十部明清琴譜中。

## 歌詞

### 《風宣玄品》本

#### 一、傲慢試賢
螮蝀圯兮難爲行，斯時猶木徒杠成。見老叟隆鍾，甚欲過圯橋行。履兮失墮泥中。託我取兮孺子而稱。瞬息兮邂逅相逢。首如星面如童。人老吾老同當敬視偉形。推己敬老之心沛然生。誠心臨深取履進其翁。即以足受尤不恭。吾欲盡己誠，始知韓地敦仁風。班白者不負載。始知韓地敦仁風。

#### 二、恭勤敬老
圮橋將斷兮，往來行客皆難。老翁倚杖將橋渡，復失其鞊於滸下淤泥之間，涯深陡峻取履艱，令吾探取莫遲慢，仔細觀瞻，皓首又蒼髯，愛老扶傾之心戚戚焉。下陡淵，盡子職，取履還，呼小頑，急將鞊履進吾穿，相會兮須臾之間，兩三番下河灘，進履跪於前，怡其顏，爲只爲老老及人禮人不答，反其敬恭而謙，吾欲老者心安然，不知皓叟是愚賢。

#### 三、授以奇書
吾觀孺子恭而謙，天賦氣稟全，吾預知此子可以習玄篇，詳明知不聲，闢乾坤於再造，揭日月於中天。老稚午夜詣此間，同相約，授是篇。換星辰，更日月，諒何難，人世罕傳。啓一言，輔明王，定江山。運籌帷幄，預知福共禍，先見危和安。時治世而列朝班，時亂世而歸雲山，廊廟兮公侯，林麓兮神仙。